# Francisco Iturrino

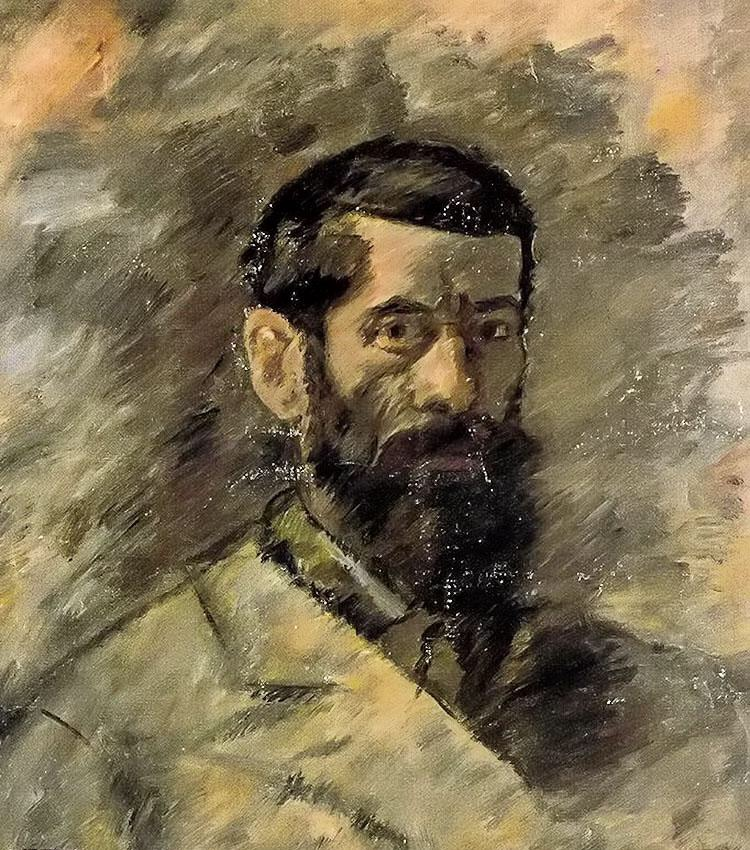
Francisco Iturrino, zelfportret.

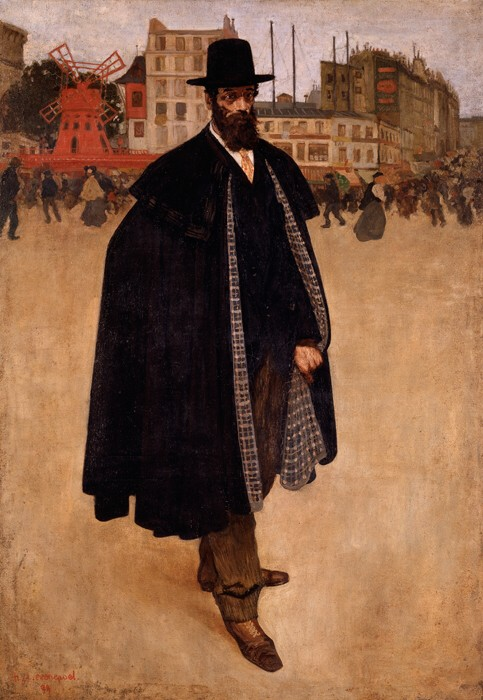
De Spanjaard in Parijs, portret van Iturrino door Henri Evenepoel.

Francisco Iturrino González (Santander, 9 september 1864 - Cagnes-sur-Mer, 20 juni 1924) was een Spaans kunstschilder. Hij werkte in een impressionistische en fauvistische stijl.

## Leven en werk
Iturrino verhuisde in 1867 met zijn familie naar Bilbao en vertrok in 1884 naar België om en een ingenieursstudie te volgen. Contacten in de Brusselse kunstenaarswereld weerhielden hem er echter van terug te keren en deden hem uiteindelijk besluiten kunstschilder te worden. Hij studeerde enige tijd aan de Koninklijke Academie voor Schone Kunsten van Brussel.
Na een korte terugkeer naar Spanje reisde Iturrino in 1895 naar Parijs, waar hij veel samenwerkte met de Belgische kunstschilder Henri Evenepoel, Evenepoel zou er in 1898-1899 onder de titel De Spanjaard in Parijs een bekend geworden portret van hem maken. Zelf schilderde Iturrino in een impressionistische stijl, aanvankelijk stek beïnvloed door Pierre-Auguste Renoir, Paul Cézanneen Henri Toulouse-Lautrec. Thema's zocht hij vaak in het Parijse uitgaansleven. Ook maakte hij portretten. Zijn doeken werden verhandeld door Ambroise Vollard, die als zijn beschermheer optrad.
In 1901 hield Iturrino in de galerie van Vollard tweemaal een expositie samen met Pablo Picasso. Deze tentoonstellingen zouden een belangrijke rol spelen in de definitieve doorbraak van Picasso als kunstenaar. Rond 1900 raakte Iturrino ook intensief bevriend met Henri Matisse, door wiens fauvistische stijl zijn werken sterk beïnvloed werden. In 1909 maakte hij samen met Matisse een reis naar Sevilla en in 1911 naar Tanger.
Nadat André Derain begin 1914 nog een beroemd geworden een modernistisch portret van hem maakte, keerde Iturrino bij het begin van de Eerste Wereldoorlog terug naar Spanje. Zijn latere werken hebben vaak ook typisch Spaanse onderwerpen, waarbij het schijnbaar achteloos opnemen van semi-naakte vrouwen in zijn composities typerend voor hem zou worden. Hij overleed in 1924, 59 jaar oud.
Werk van Iturrino is te zien in tal van vooraanstaande Spaanse musea, waaronder het Museo de Bellas Artes de Bilbao en het Museo Thyssen-Bornemisza te Madrid, maar bijvoorbeeld ook in het Musée d'Orsay.

## Galerij

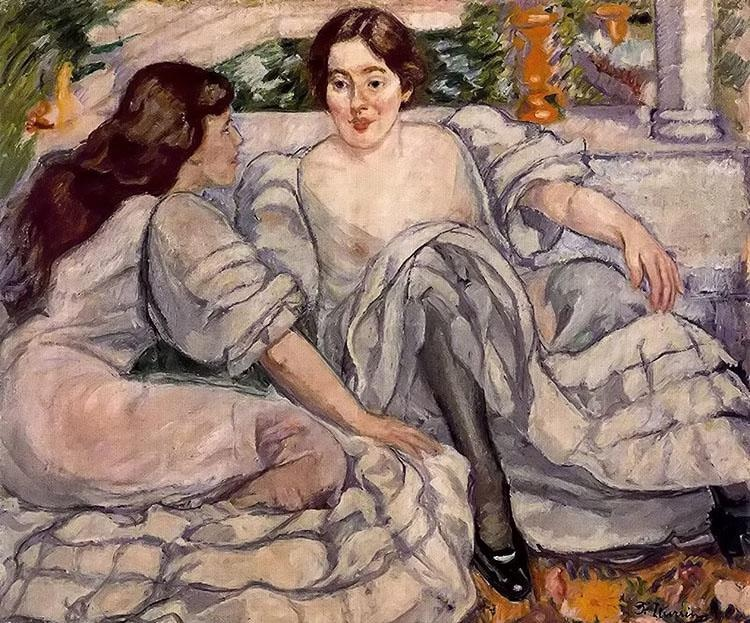
twee jonge vrouwen
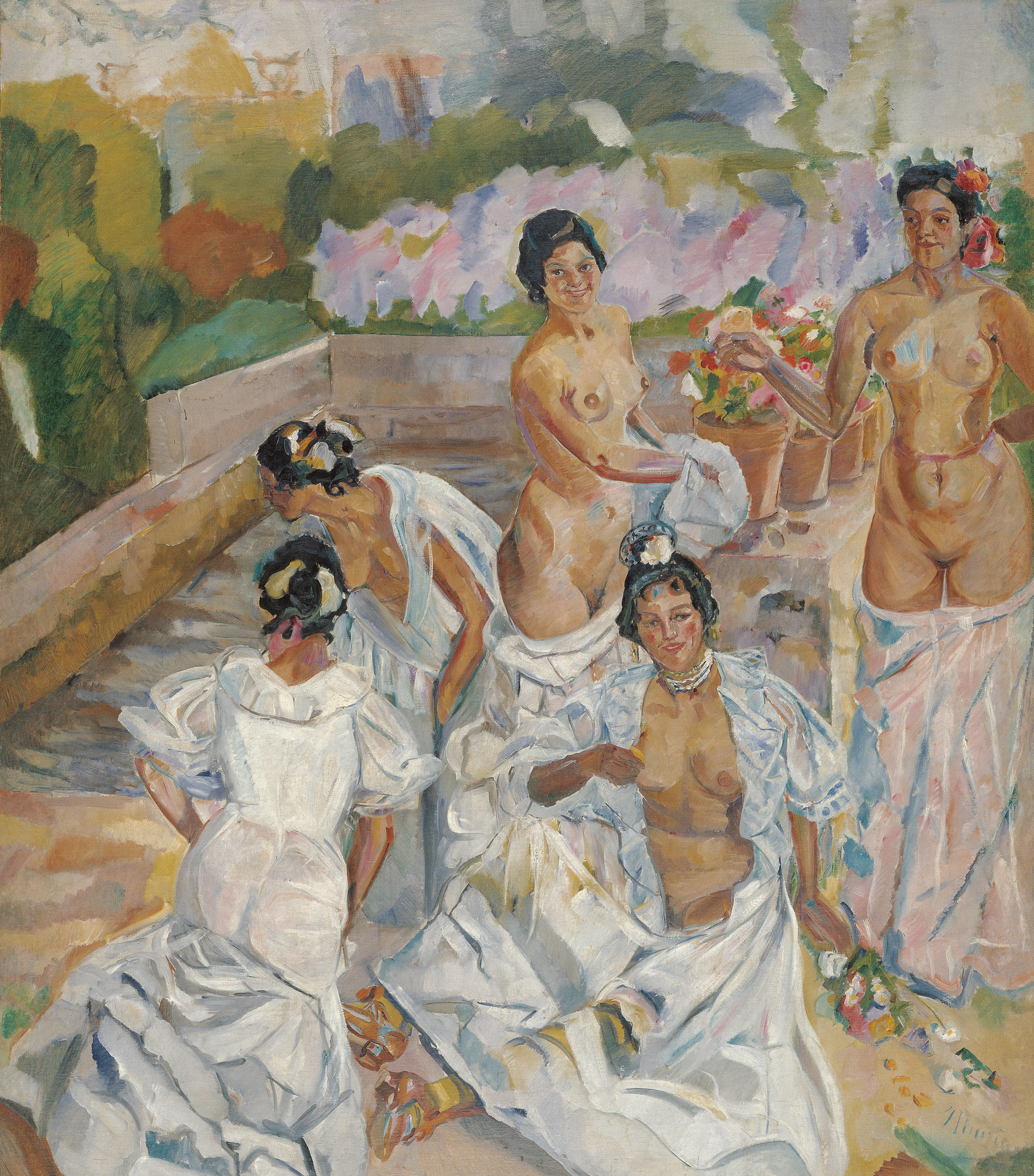
Het bad (Sevilla)
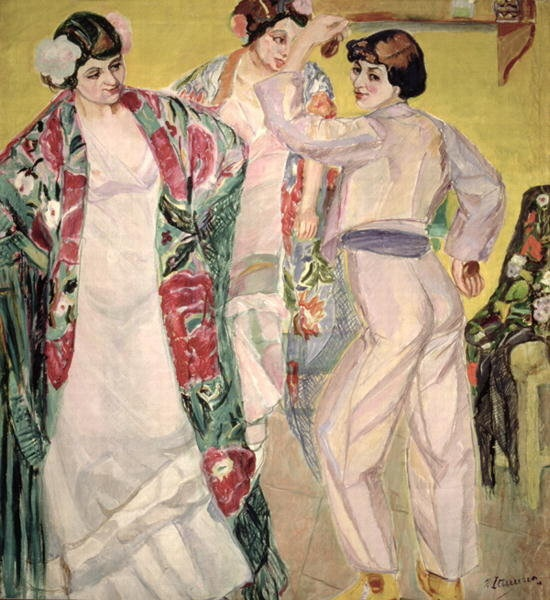
Flamenco danseressen
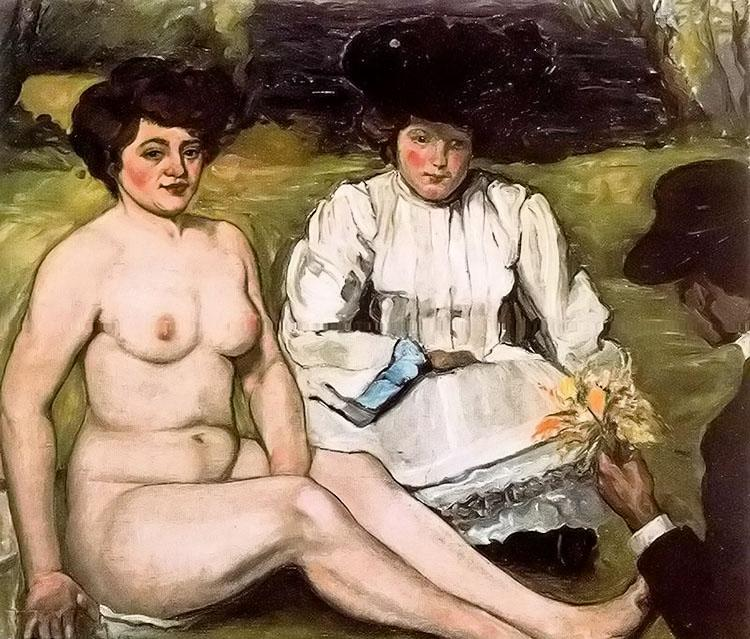
Naakt in het park
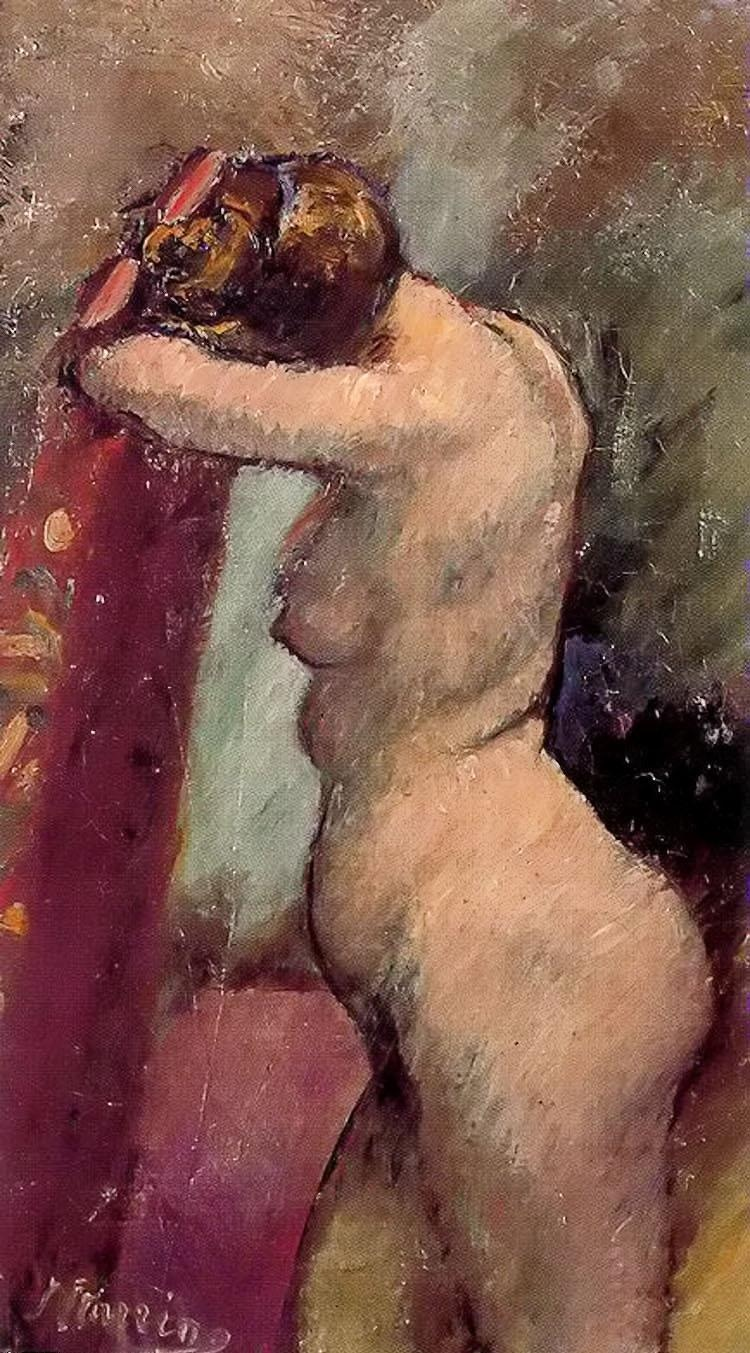
Na het bad
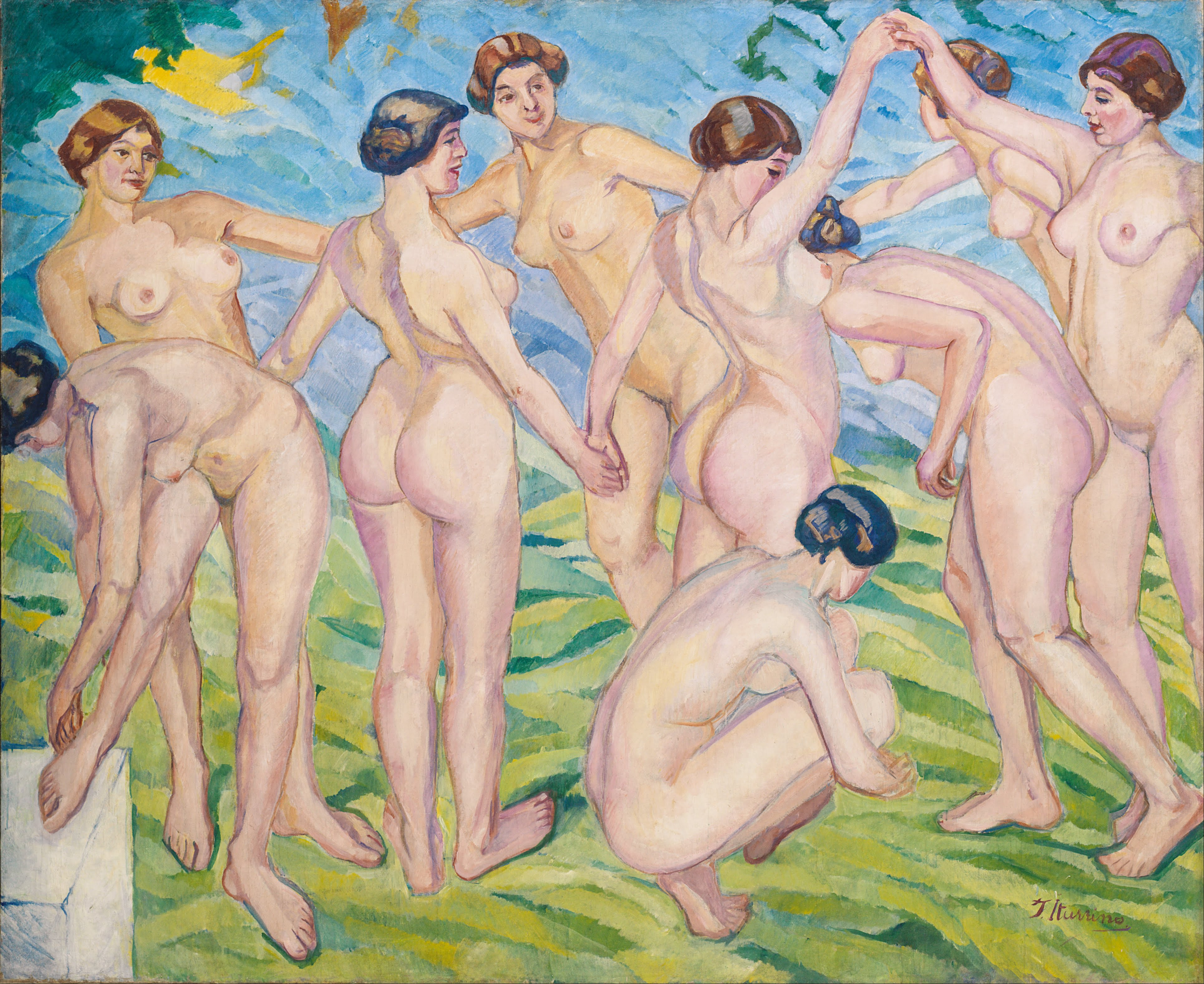
Naakten (vrouwen dansen in een cirkel)
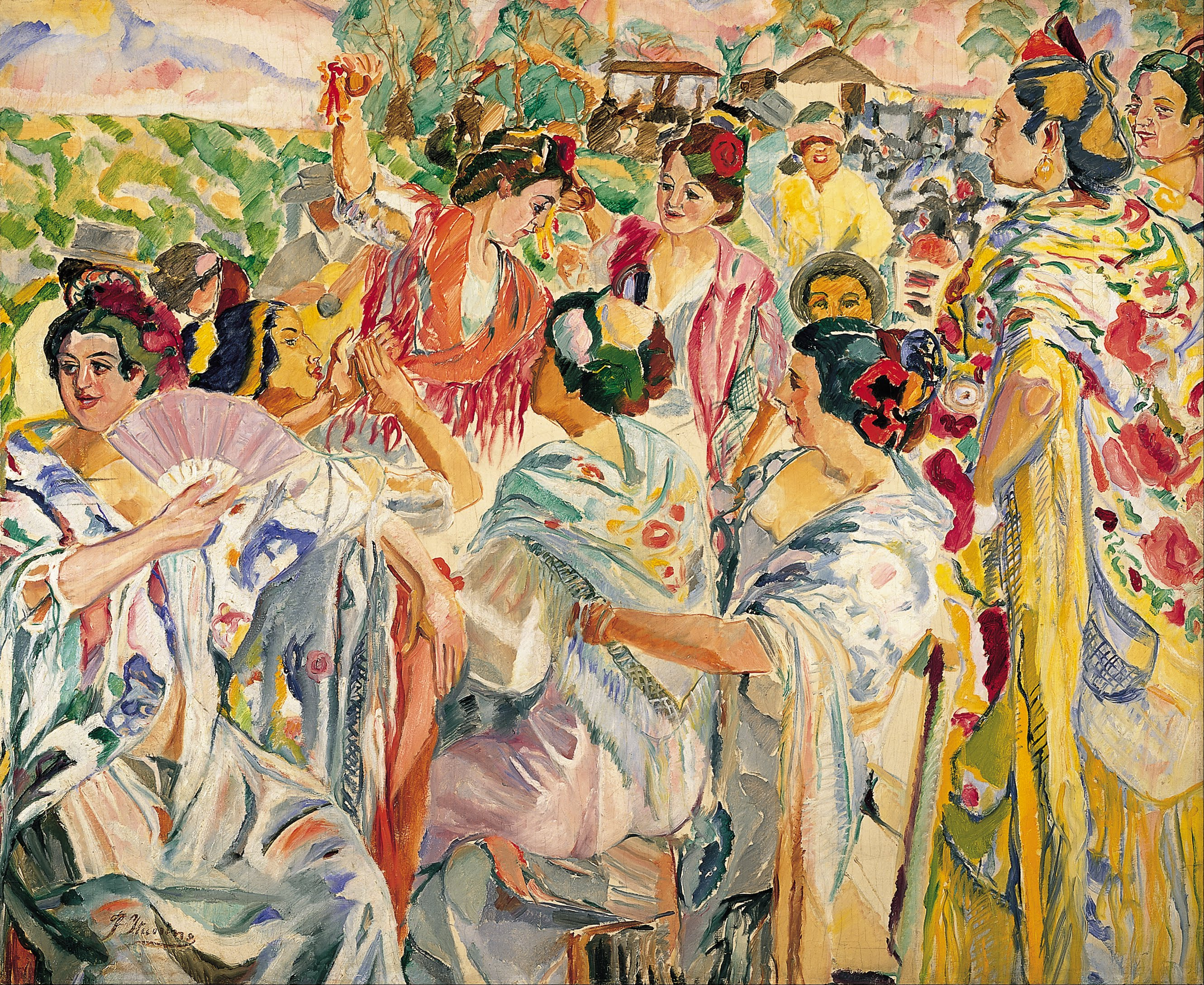
Manolas
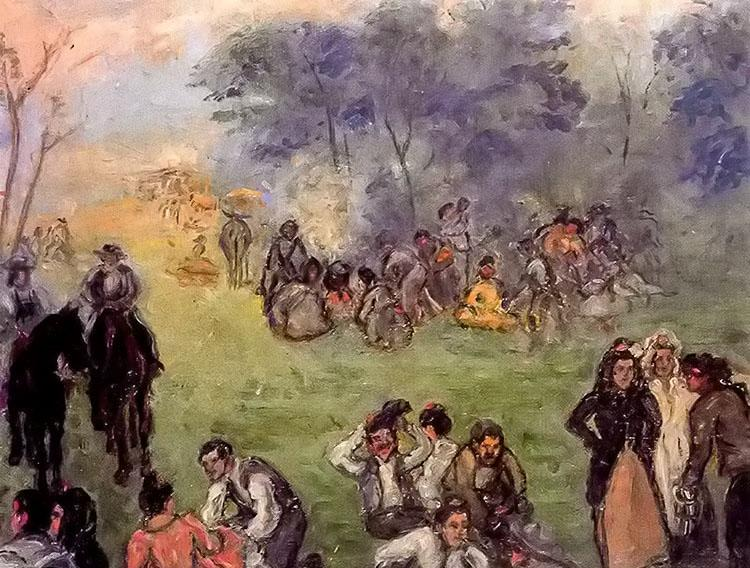
Park
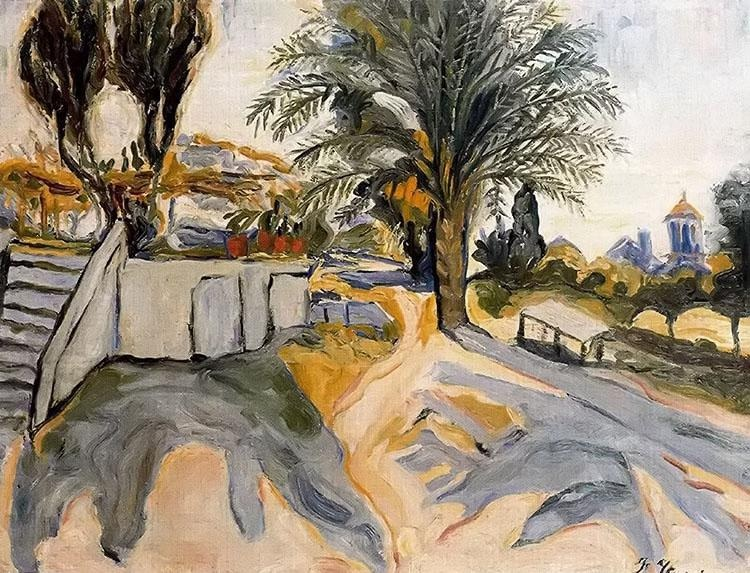
Landschap
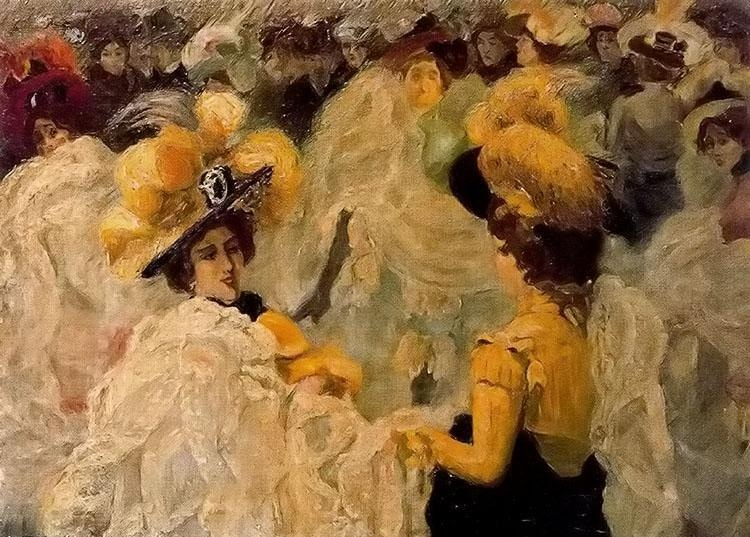
Cancan-danseressen